# Lanugo retentor
Lanugo retentor är en stekelart som först beskrevs av Brulle 1846.  Lanugo retentor ingår i släktet Lanugo och familjen brokparasitsteklar. Inga underarter finns listade i Catalogue of Life.